# デボラ・チョウ
デボラ・チョウ（Deborah Chow）は、カナダの映画製作者、テレビ監督、脚本家である。短編映画『Daypass』（2002年）と『The Hill』（2004年）により多数の国際映画祭で賞を獲得した。また2010年には初の長編映画『The High Cost of Living』が公開された。チョウはこの他にもテレビ映画『Flowers in the Attic』や『Copper』、『マードック・ミステリー 〜刑事マードックの捜査ファイル〜』、『REIGN/クイーン・メアリー』、『ビューティ&ビースト/美女と野獣』、『MR. ROBOT/ミスター・ロボット』といったテレビシリーズのエピソードを監督した。さらに彼女は『スター・ウォーズ』シリーズのDisney+のシリーズ『マンダロリアン』のエピソードを監督したほか、オビ＝ワン・ケノービを主役としたシリーズ『オビ＝ワン・ケノービ』を全話監督した。

## 生い立ち
オーストラリアからカナダのオンタリオ州トロント移住した両親のもとに生まれる。中国系であるチョウの父親は映画ファンであり、彼女にクラシック映画と映画製作の世界を紹介した。彼女はミシサガのゴードン・グレイドン記念中等学校を卒業した。
モントリオールのマギル大学では文化理論を専攻、美術史を副専攻として卒業し、またそこで初の短編映画を製作した。その後はニューヨークのコロンビア大学でMFAを修了した。在学中に2つの短編映画と1つの長編の脚本を完成させ、特に短編映画『Daypass』は35の国際映画祭で上映されて複数の賞を獲得した。

## キャリア
チョウは大学で映画を学びながら短編映画の脚本と監督を始め、2010年には初の長編映画『The High Cost of Living』が公開された。
テレビ監督としてはBBCの『Copper』、CWの『REIGN/クイーン・メアリー』と『ビューティ&ビースト/美女と野獣』、CBCの『マードック・ミステリー 〜刑事マードックの捜査ファイル〜』、USAネットワークの『MR. ROBOT/ミスター・ロボット』などを手がけている。他に彼女はヘザー・グラハムとキーナン・シプカが出演したライフタイムのテレビ映画『Flowers in the Attic』を監督した。
2019年にチョウはDisney+の配信シリーズ『マンダロリアン』で2話分を監督したほか、新共和国のXウイングのパイロット役でカメオ出演も果たした。彼女は更にDisney+で企画中であったオビ＝ワン・ケノービを主役としたシリーズ『オビ＝ワン・ケノービ』の監督を務めることになった。ルーカスフィルム社長のキャスリーン・ケネディは「私たちは本当にオビ＝ワンの静かな熱情と豊かな神秘の両方をシームレスに『スター・ウォーズ』サーガに組み込むことが出来る監督を選びたかった。『マンダロリアン』のキャラクターを作り上げた驚くべき仕事ぶりを根拠に、デボラがこの物語を手がけるのに相応しい監督であると確信している」と語った。

## 主なフィルモグラフィ

### 映画
| 年   | 日本語題 原題           | 役職                           | 備考       |
| ---- | ----------------------- | ------------------------------ | ---------- |
| 2002 | Daypass                 | 監督・脚本・衣裳デザイン       | 短編映画   |
| 2004 | The Hill                | 監督・脚本・編集・衣裳デザイン | 短編映画   |
| 2010 | The High Cost of Living | 監督・脚本                     |            |
| 2014 | Flowers in the Attic    | 監督                           | テレビ映画 |

### テレビシリーズ
| 年        | 日本語題 原題                                                             | 役職 | 備考                                                 |
| --------- | ------------------------------------------------------------------------- | ---- | ---------------------------------------------------- |
| 2013      | Copper                                                                    | 監督 | 第2シーズン第8話「Ashes Denote That Fire Was」       |
| 2014      | マードック・ミステリー 〜刑事マードックの捜査ファイル〜 Murdoch Mysteries | 監督 | 第8シーズン第6話「The Murdoch Appreciation Society」 |
| 2014      | マードック・ミステリー 〜刑事マードックの捜査ファイル〜 Murdoch Mysteries | 監督 | 第8シーズン第7話「What Lies Buried」                 |
| 2014-2017 | REIGN/クイーン・メアリー Reign                                            | 監督 | 第2シーズン第7話「国王の決断」                       |
| 2014-2017 | REIGN/クイーン・メアリー Reign                                            | 監督 | 第2シーズン第13話「過去の罪」                        |
| 2014-2017 | REIGN/クイーン・メアリー Reign                                            | 監督 | 第2シーズン第19話「修道院襲撃事件」                  |
| 2014-2017 | REIGN/クイーン・メアリー Reign                                            | 監督 | 第3シーズン第5話「残酷な運命」                       |
| 2014-2017 | REIGN/クイーン・メアリー Reign                                            | 監督 | 第3シーズン第18話「暗殺計画」                        |
| 2014-2017 | REIGN/クイーン・メアリー Reign                                            | 監督 | 第4シーズン第11話「真夜中の作戦」                    |
| 2015      | ビューティ&ビースト/美女と野獣 Beauty & the Beast                         | 監督 | 第3シーズン第7話「Both Sides Now」                   |
| 2015      | MR. ROBOT/ミスター・ロボット Mr. Robot                                    | 監督 | 第1シーズン第6話「勇敢な旅人」                       |
| 2016      | ヴァンパイア・ダイアリーズ The Vampire Diaries                            | 監督 | 第7シーズン第10話「繰り返す悪夢」                    |
| 2016      | タイラント -独裁国家- Tyrant                                              | 監督 | 第3シーズン第5話「苦境」                             |
| 2016-2017 | フィアー・ザ・ウォーキング・デッド Fear the Walking Dead                  | 監督 | 第2シーズン第9話「ロス ムエルトス」                  |
| 2016-2017 | フィアー・ザ・ウォーキング・デッド Fear the Walking Dead                  | 監督 | 第3シーズン第3話「我々の知るこの世の終わり」         |
| 2017      | アイアン・フィスト Iron Fist                                              | 監督 | 第1シーズン第11話「荒馬が帰る場所」                  |
| 2017      | シャット・アイ 占い詐欺師の逆襲 Shut Eye                                  | 監督 | 第2シーズン第9話「ヴェリテ」                         |
| 2018      | ジェシカ・ジョーンズ Jessica Jones                                        | 監督 | 第2シーズン第4話「AKA 標的はホームレス」             |
| 2018      | ロスト・イン・スペース Lost in Space                                      | 監督 | 第1シーズン第5話「伝えたいメッセージ」               |
| 2018      | スノーフォール Snowfall                                                   | 監督 | 第2シーズン第4話「聖夜に舞う白い粉」                 |
| 2018      | ベター・コール・ソウル Better Call Saul                                   | 監督 | 第4シーズン第7話「馬鹿な真似」                       |
| 2018      | 高い城の男 The Man in the High Castle                                     | 監督 | 第3シーズン第9話「バク」                             |
| 2019      | アメリカン・ゴッズ American Gods                                          | 監督 | 第2シーズン第3話「ムニン」                           |
| 2019      | マンダロリアン The Mandalorian                                            | 監督 | 第1シーズン第3話「罪」                               |
| 2019      | マンダロリアン The Mandalorian                                            | 監督 | 第1シーズン第7話「罰」                               |
| 2019      | マンダロリアン The Mandalorian                                            | 出演 | 第1シーズン第6話「囚人」 サッシュ・ケッター役        |
| 2022      | オビ＝ワン・ケノービ Obi-Wan Kenobi                                       | 監督 | 全話                                                 |